# Shelfordites aberrans
Shelfordites aberrans is een rechtvleugelig insect uit de familie Lentulidae. De wetenschappelijke naam van deze soort is voor het eerst geldig gepubliceerd in 1910 door Heinrich Hugo Karny. De soort werd gevonden in zuidelijk Hereroland (het woongebied van de Herero in Duits-Zuidwest-Afrika, het huidige Namibië).